# Riverside, Ohio
Riverside là một thành phố thuộc quận Montgomery, tiểu bang Ohio, Hoa Kỳ. Năm 2010, dân số của thành phố này là 25201 người.

## Dân số
- Dân số năm 2000: 23545 người.
- Dân số năm 2010: 25201 người.